# Рантанен, Сийри
Си́йри Ра́нтанен (фин. Siiri Rantanen; урождённая Линтунен; 14 декабря 1924, Тохмаярви — 5 мая 2023, Лахти) — финская лыжница, олимпийская чемпионка, многократная призёрка чемпионатов мира.

## Карьера

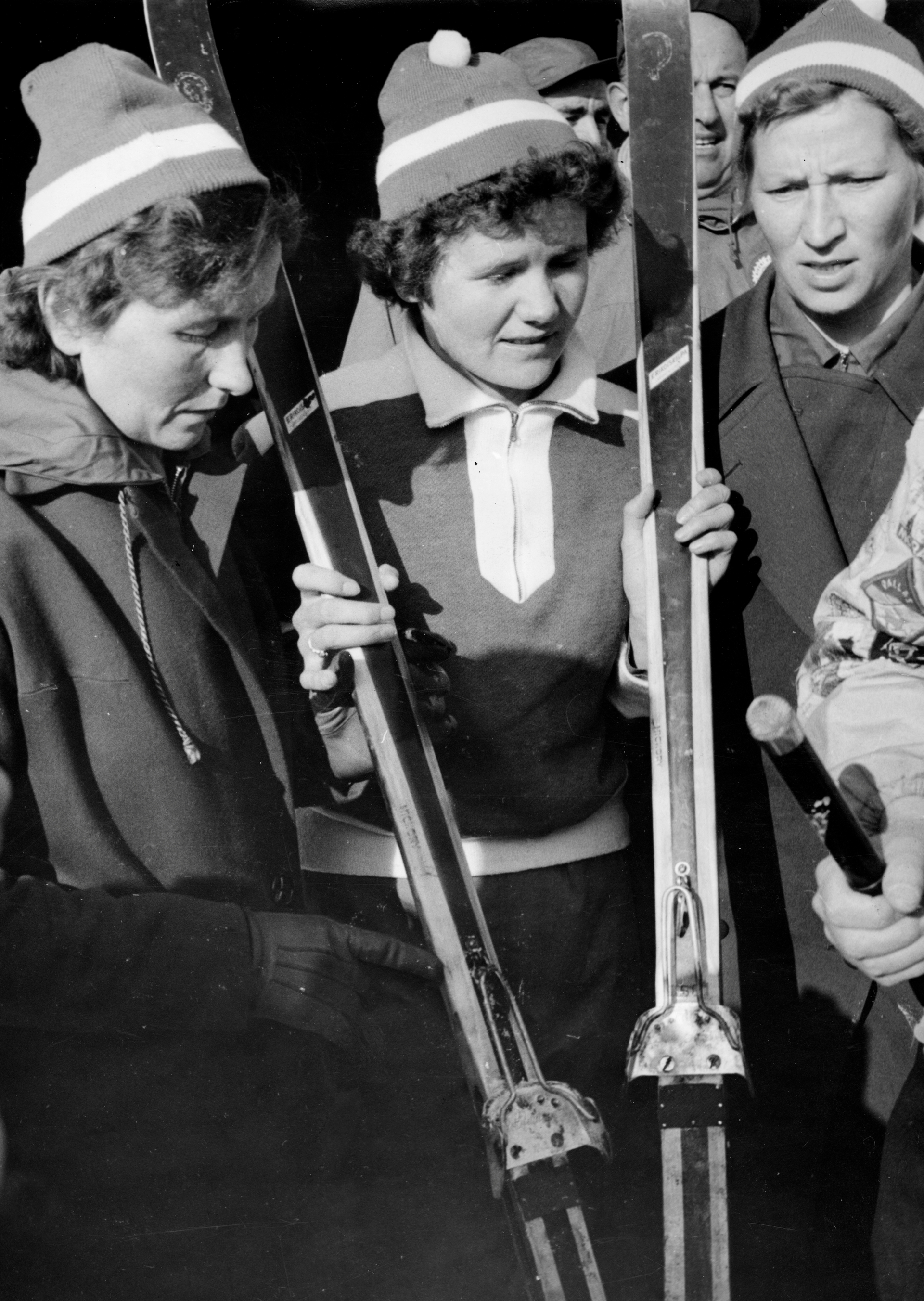
Олимпийские чемпионки 1956 года в эстафете (слева направо): Сиркка Полкунен, Мирья Хиетамиес, Сийри Рантанен

На Олимпийских играх 1952 года в Осло, завоевала бронзу в гонке на 10 км, единственной на тот момент дисциплине в соревнованиях лыжниц.
На Олимпийских играх 1956 года в Кортина-д’Ампеццо, стала олимпийской чемпионкой в эстафетной гонке, в которой она бежала последний этап и в драматической борьбе вырвала победу у советской лыжницы Радьи Ерошиной. В личной гонке на 10 км заняла 5-е место.
На Олимпийских играх 1960 года в Скво-Вэлли, завоевала бронзу в эстафетной гонке, кроме того заняла 15-е место в гонке на 10 км.
За свою карьеру на чемпионатах мира завоевала 3 серебряные и 2 бронзовые награды.
На чемпионатах Финляндии побеждала 11 раз, 3 раза в гонках на 5 км, 3 раза в гонках на 10 км и 5 раз в эстафетах.
Кроме лыжных гонок, успешно занималась лёгкой атлетикой: была трёхкратной чемпионкой Финляндии в личном и командном кроссе, а также в эстафете 3х800 метров. Также занималась шоссейными велогонками, была чемпионкой Финляндии в личной гонке на 50 км.
Четырежды (в 1954, 1956, 1958 и 1959 годах) признавалась спортсменкой года в Финляндии.
В 2015 году удостоена персональной пенсии (1324 евро) от Министерства образования и культуры Финляндии.
В 2017 году, на чемпионате мира по лыжным видам спорта Сийри Рантанен, в возрасте 92 лет, совершила показательное выступление на лахтинском стадионе.
По состоянию на начало весны 2023 года занимала третье место по старшинству среди всех живущих олимпийских чемпионов после Агнеш Келети (род. 9 января 1921) и Шарля Коста (род. 8 февраля 1924).
Умерла 5 мая 2023 года в Лахти в возрасте 98 лет.